# Crematogaster abrupta
Crematogaster abrupta es una especie de hormiga acróbata del género Crematogaster, categorizada en la tribu Crematogastrini, de la subfamilia Myrmicinae. Fue descrita por Mann en 1919.

## Distribución
Se distribuye por las Islas Salomón.

## Hábitat
Habita en los bosques tropicales. Se ha encontrado a elevaciones de 97 m s. n. m.